# Адам Пшибось
Адам Пшибось (пол. Adam Przyboś; 23 грудня 1906, Ряшів — 14 серпня 1990) — польський історик, дослідник модерної доби XVI — XVIII ст. Професор Польської академії наук, Ягайлонського університету. 

## Життєпис
Народився в Ряшеві, Австро-Угорщина. Випускник Ягайлонського університету, учень Владислава Конопчинського. Доктор наук (1930). Викладач ІІ Державної гімназії в Тернополі (1937—1939). Співробітник Польської академія знань (1945—1950),  працівник Вищої педагогічної школи (ВСП) у Кракові (1950). Доцент (1955), професор (1971—1977). Один із авторів «Польського біографічного словника». Помер у Кракові, Польща.